# Ezra Finzi

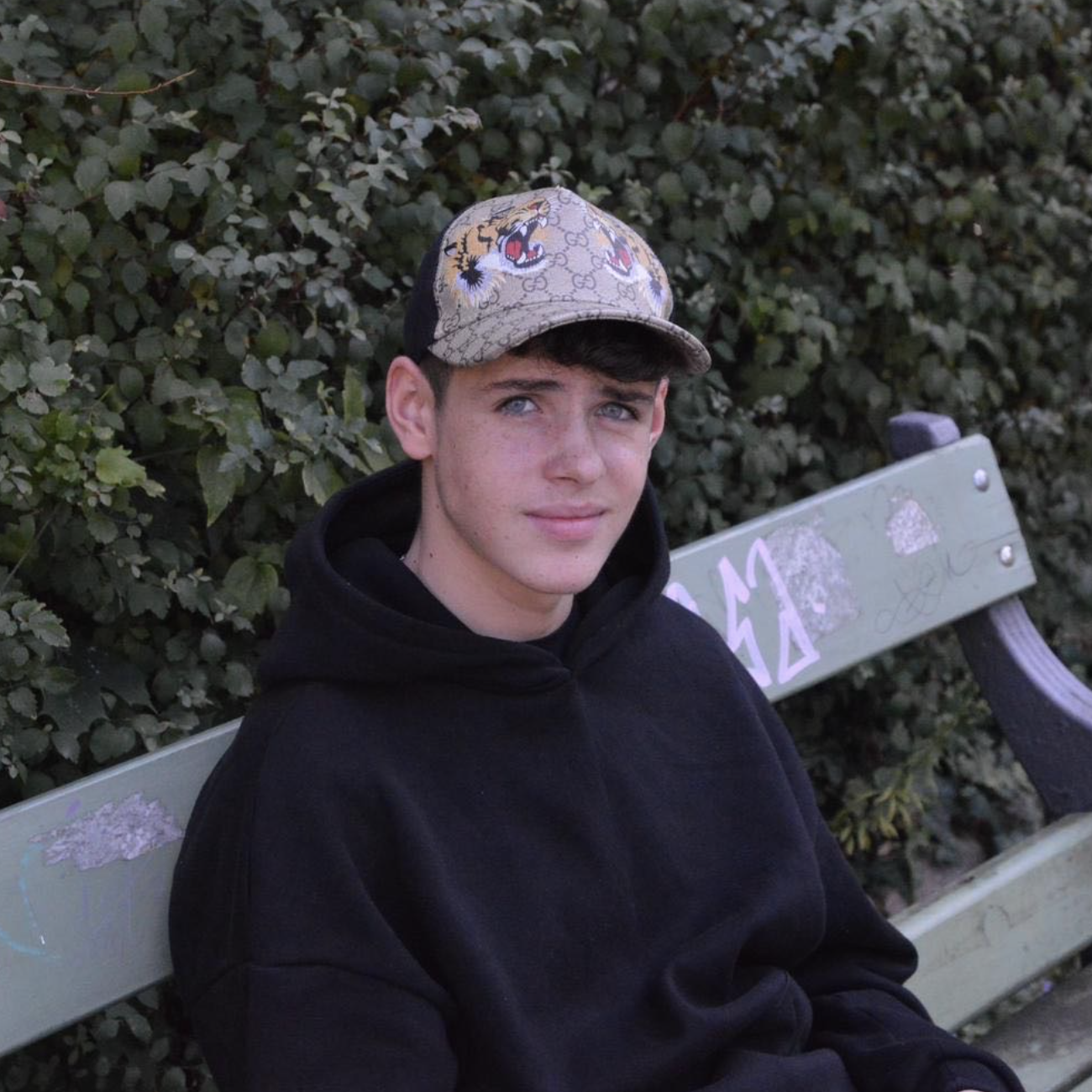
Ezra Finzi (2024)

Ezra Finzi (bulgarisch Езра Финци, wiss. Transliteration Ezra Finci; * 18. Oktober 2007) ist ein deutscher Schauspieler bulgarischer und französischer Abstammung. Seit seinem Filmdebüt im Jahr 2013 hat er in mehreren Filmen mitgewirkt.

## Leben und Wirken
Finzi ist der Sohn von Samuel Finzi und der Französin Sorrel Athina Jardine sowie der Enkel des bulgarischen Schauspielers Itzhak Fintzi. Finzi besucht derzeit bis Juni 2024 die Barnard Castle School in England. Er plant, nach Deutschland zurückzukehren, um sein Studium zu beenden und sich dann seiner Karriere als Schauspieler zuzuwenden.
Im  Alter von 6 Jahren spielte er an der Seite seines Vaters die Hauptrolle des Paul im Film Aschenbrödel und der gestiefelte Kater. Im Kurzfilm König Opa (2017) verkörperte er den Clemens. Außerdem wirkte er in Filmen für TV-Werbung und Trailer-Videos mit, zum Beispiel für Nikon. Finzi hat 2023 in der Folge Abgetaucht der Fernsehfilmreihe Kolleginnen mitgewirkt, wo er die Rolle des Magnus Ostermaier übernahm.

## Filmografie
- 2013: Aschenbrödel und der gestiefelte Kater (Regie: Torsten Künstler)
- 2017: König Opa (Kurzfilm; Regie: Martin Grau)
- 2023: Kolleginnen – Abgetaucht (Fernsehfilm; Regie: Christiane Balthasar)